# Rick Lapointe
Richard Paul „Rick“ Lapointe (* 2. August 1955 in Victoria, British Columbia; † 17. Oktober 1999 ebenda) war ein kanadischer Eishockeyspieler, der im Verlauf seiner aktiven Karriere zwischen 1972 und 1986 unter anderem 710 Spiele für die Detroit Red Wings, Philadelphia Flyers, St. Louis Blues, Nordiques de Québec und Los Angeles Kings in der National Hockey League (NHL) auf der Position des Verteidigers bestritten hat. Mit der kanadischen U20-Nationalmannschaft gewann er bei der inoffiziellen Junioren-Weltmeisterschaft 1975 die Silbermedaille.

## Karriere
Lapointe verbrachte seine Juniorenzeit zwischen 1972 und 1975 in der Western Canada Hockey League (WCHL) bei den Victoria Cougars, dem Team aus seiner Geburtsstadt Victoria in der Provinz British Columbia. Zuvor hatte er eine Saison bei den Nanaimo Clippers in der British Columbia Junior Hockey League (BCJHL) gespielt, bevor er zu den Cougars gewechselt war. Bei den Victoria Cougars avancierte der Verteidiger im Verlauf der drei Spielzeiten neben Mel Bridgman zum besten Spieler der Mannschaft. Nachdem er in seinen ersten beiden Jahren 15 und 26 Scorerpunkte gesammelt hatte, konnte er in seinem dritten und letzten Jahr 70-mal punkten. Dies bescherte ihm am Saisonende die Auszeichnung mit der Bill Hunter Memorial Trophy für den besten Abwehrspieler der WCHL und die Wahl ins First All-Star Team der Liga. Schließlich wurde Lapointe zum Ende seiner Zeit im Juniorenbereich sowohl im NHL Amateur Draft 1975 an fünfter Gesamtposition von den Detroit Red Wings aus der National Hockey League (NHL) als auch im WHA Amateur Draft 1975 der zu dieser Zeit mit der NHL konkurrierenden World Hockey Association (WHA) an elfter Stelle von den Toronto Toros ausgewählt. Ausschlaggebend für die frühe Auswahl in beiden Entry Drafts war die Kombination aus Lapointes Qualitäten in der Spieleröffnung und seiner Robustheit im Defensivspiel.
Der Defensivspieler wechselte daraufhin zur Saison 1975/76 umgehend in die Organisation der Detroit Red Wings und stand mit seinen 20 Jahren ab Saisonbeginn im Stammaufgebot. Diesem gehörte der talentierte Verteidiger allerdings nur etwa eineinhalb Jahre an. In einem insgesamt sechs Spieler umfassenden Transfergeschäft wechselte Lapointe im Februar 1977 gemeinsam mit Mike Korney zu den ambitionierten Philadelphia Flyers, die dafür Terry Murray, Bob Ritchie, Steve Coates und Dave Kelly in die Motor City abgaben. Bei den Flyers nahm Lapointe, der in seiner Rookiesaison an der Seite von Terry Harper 33 Scorerpunkte gesammelt hatte, eine defensivere Rolle ein, was sich vor allem in seiner Plus/Minus-Bilanz in den folgenden drei Spielzeiten widerspiegelte. Im Juni 1979 wurde er nach zweieinhalb Jahren in Philadelphia erneut transferiert. Diesmal wechselte der Kanadier gemeinsam mit Blake Dunlop im Tausch für Phil Myre zu den St. Louis Blues. Dort verbrachte er weitere drei Spieljahre in der NHL, ehe er ein drittes Mal Teil eines Transfergeschäfts wurde. Die Nordiques de Québec sicherten sich im August 1982 seine Dienste und schickten als Kompensation Pat Hickey zu den Blues.
Bei den Franko-Kanadiern gelang es dem mittlerweile 27-Jährigen nicht mehr, sich dauerhaft in der NHL zu halten, und so pendelte er in den folgenden beiden Spielzeiten bis zum Sommer 1984 immer wieder zwischen dem NHL-Kader Québecs und dem des Farmteams Fredericton Express aus der American Hockey League (AHL). Dort wurde er am Ende der Saison 1983/84 ins AHL First All-Star Team gewählt, nachdem er in 54 Partien 30 Scorerpunkte verbucht hatte. Seinen auslaufenden Vertrag verlängerten die Nordiques im Sommer 1984 nicht, woraufhin Lapointe einer Einladung ins Trainingslager der Los Angeles Kings folgte, die den Free Agent wenig später mit einem Vertrag ausstatteten. Bei den Kings lief er fortan wieder dauerhaft in der NHL auf. Als er im Januar 1986 abermals in die AHL zum Farmteam New Haven Nighthawks geschickt werden sollte, weigerte sich der Verteidiger und wurde daraufhin suspendiert. In Folge der Suspendierung trat der 30-Jährige umgehend vom aktiven Sport zurück.
Lapointe verstarb im Oktober 1999 im Alter von 44 Jahren an den Folgen eines Herzinfarkts in seiner Geburtsstadt Victoria. Im Jahr 2004 wurde er posthum in die Greater Victoria Sports Hall of Fame aufgenommen.

### International
Für sein Heimatland Kanada nahm Lapointe mit der kanadischen U20-Nationalmannschaft an der inoffiziellen Junioren-Weltmeisterschaft 1975 teil, die in Kanada und den Vereinigten Staaten stattfand. Dabei belegte er mit der Mannschaft im Endklassement den zweiten Platz und gewann damit die Silbermedaille, wozu er in fünf Turnierspielen ebenso viele Scorerpunkte beisteuerte. Darunter befanden sich zwei Tore. Aufgrund seiner Leistungen wurde er am Turnierende ins All-Star-Team des Wettbewerbs gewählt.

## Erfolge und Auszeichnungen
- 1975 Bill Hunter Memorial Trophy
- 1975 WCHL First All-Star Team
- 1984 AHL First All-Star Team
- 2004 Aufnahme in die Greater Victoria Sports Hall of Fame (posthum)

### International
- 1975 Silbermedaille bei der Junioren-Weltmeisterschaft
- 1975 All-Star-Team der Junioren-Weltmeisterschaft

## Karrierestatistik

### International
Vertrat Kanada bei:
- Junioren-Weltmeisterschaft 1975

(Legende zur Spielerstatistik: Sp oder GP = absolvierte Spiele; T oder G = erzielte Tore; V oder A = erzielte Assists; Pkt oder Pts = erzielte Scorerpunkte; SM oder PIM = erhaltene Strafminuten; +/− = Plus/Minus-Bilanz; PP = erzielte Überzahltore; SH = erzielte Unterzahltore; GW = erzielte Siegtore; 1 Play-downs/Relegation; Kursiv: Statistik nicht vollständig)

## Familie
Lapointes Sohn Dan war ebenfalls professioneller Eishockeyspieler. Er war zwischen 2007 und 2012 unter anderem in der ECHL, International Hockey League (IHL) und Central Hockey League (CHL) aktiv. Seine Juniorenzeit hatte er wie sein Vater in der Western Hockey League (WHL) verbracht. Rick Lapointes Schwager Brad Maxwell spielte zwischen 1977 und 1987 ebenfalls in der National Hockey League (NHL) und lief dort für die Minnesota North Stars, Nordiques de Québec, Toronto Maple Leafs, Vancouver Canucks und New York Rangers auf.